# MG K-type
La MG type K Magnette est une automobile produite par la marque de voitures de sport anglaise MG d'octobre 1932 à 1934.
Lancée en 1932 au salon de l'Automobile de  Londres, la Type K remplace les F-Type Magna avec d'abord un peu moins de cylindrée moteur, prit le nom Magnette. Le châssis est similaire à celui de la Magna mais renforcé, et a la voie est élargie de 6 pouces (150 mm) à 48 pouces (1200 mm), et est disponible en deux longueurs, avec un empattement de 94 pouces (2388 mm) ou 108 pouces (2743 mm). La direction a été remplacée par un système breveté de tirant divisé qui devait réduire le coup de retour du volant. Les freins sont à câbles, utilisant des tambours en elektron  de 13 pouces (330 mm), un alliage léger de magnésium, avec rétrécissement dans des doublures en acier. La suspension par ressorts semi-elliptiques et amortisseurs à frottement Hartford aux quatre roues supporte des essieux avant et arrière rigides. Des roues fil avec des pneus de 4,75 x 19 et un verrouillage de fixation central sont utilisées.
Les moteurs sont basés sur le principe des Wolseley à arbre à cames en tête d'abord utilisés dans la Wolseley Hornet de 1930 et par MG dans la F-Type, mais soumis à une importante re-conception. La course passe de 83 mm à 71 mm pour réduire la cylindrée de 1272 cm³ à 1087 cm³ et une culasse à écoulement transversal est montée. Utilisant dans un premier temps un triple carburateur SU, elle produit 39 ch (29 kW) à 5500 tr/min. Au début 1933, une version modifiée du moteur est annoncée avec une amélioration des arbres à came et seulement deux carburateurs, produisant jusqu'à 41 ch (31 kW). Ce moteur a été appelé le KB et la version précédente, qui a continué à être produite, fut nommé KA. À la fin 1933, ils ont été rejoints par le KD, avec une cylindrée portée à 1271 cm³ en revenant à la course de la F-Type de 83 mm, mais avec une amélioration de la tête de cylindre et de l'alimentation délivrant jusqu'à 48,5 ch (36,2 kW) (La F-Type avait été évaluée à 37 ch.). En outre, il y eut le moteur KC pour les voitures de course. D'une cylindrée de 1087 cm³, mais avec l'aide d'un compresseur d'alimentation, il était capable de produire jusqu'à 120 ch (89 kW) à 6500 tr/min.
La propulsion aux roues arrière se faisait par le biais d'une boîte à quatre vitesses non-synchronisée, ou une boite à pré-sélecteur ENV.
Toutes les voitures de route étaient capables d'atteindre 75 miles/heure (121 km/h).

## K1
C'était la K d'origine, avec le long châssis, qui fut d'abord montrée en berline à moteur KA et boîte de vitesses à pré-sélecteur, au coût de £445, assez cher à l'époque. Elle fut bientôt rejointe par une randonneuse à moteur KB et boîte de vitesses manuelle. Plus tard, la berline put aussi être livrée avec le moteur KD et la boîte à pré-sélection.
54 K1 avec moteur  KA, 74 avec moteur KB et 53 avec moteur KD furent construites. Peu de berlines ont été vendues et les surplus carrosseries/châssis ont été installés avec le moteur de la MG "N" et vendus en tant que MG KN Magnette.

## K2
La K2 était la 2-places ouverte, et avait donc le châssis court. Elle a d'abord le moteur KB et la boîte manuelle, mais par après les voitures pouvaient aussi être livrées avec le plus grand moteur KD et la boîte à présélection.
16 ont été faites avec le moteur KB et 4 autres avec le moteur KD.

## K3
La K3 est la variante de course et utilise le châssis court. Le moteur KC utilisait d'abord un compresseur Powerplus remplacé plus tard par un Marshall. Ils étaient montés à l'avant du moteur, bien en évidence en dessous du radiateur. Une boîte de vitesses à présélecteur est utilisée. Elles furent alignées en 1933 aux Mille Miglia et l'une d'entre elles gagna la classe des 1100 cm³ pilotée par le Capitaine George Eyston et le Comte Lurani, et marquèrent une nette victoire (avec handicap) dans le RAC Tourist Trophy (TT) de l'Ulster où la voiture était pilotée par Tazio Nuvolari à une vitesse moyenne de 78.65 m.p.h. Le plus grand succès international de la K3 vint aux 24 Heures du Mans 1934, lors le châssis numéro K3027 termina en 4e position et remporta l'Indice de Performance, piloté par Lindsay Eccles et C.E.C. Martin. Cette voiture est exposée au Simeone Foundation Automotuve Museum à Philadelphie, PA. La K3 attira de grands noms de l'univers de la course – Sir Tim Birkin de réputation Bentley, Whitney Straight et 'Hammy' Hamilton. Seulement 33 exemplaires furent faits et pouvaient être achetés pour £795 , mais par la suite quelques répliques furent faites, souvent sur base des K1 et K2. La K3 a également bien couru dans la période d'après-guerre, et la plupart des voitures n'ont pas survécu intactes. Une analyse voiture par voiture montre que la plupart d'entre elles avaient de nouvelles carrosseries, des changements de moteur, ou furent détruites.

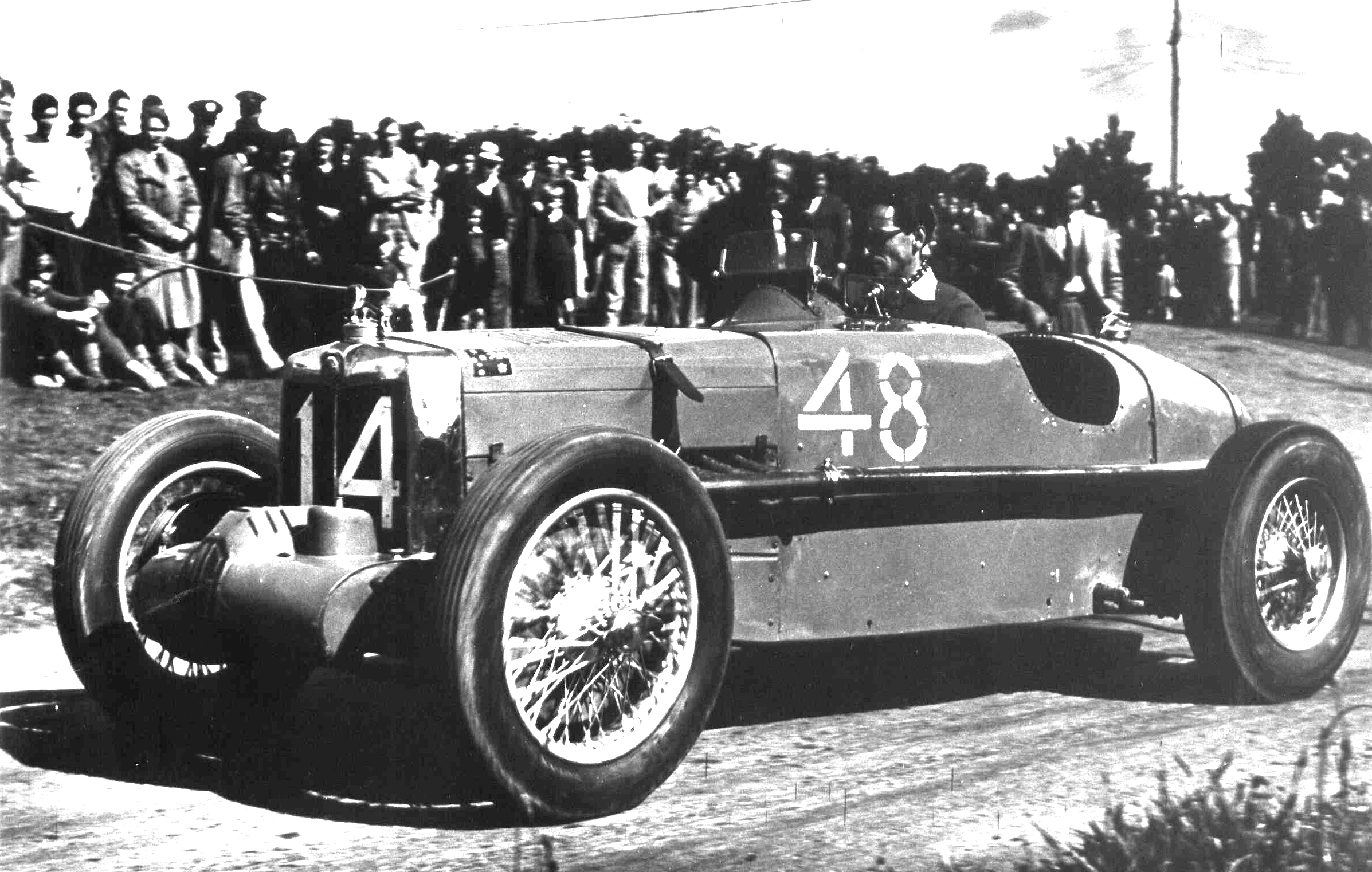
John Barraclough a remporté le Australian Hillclimb Championship de 1949 à Rob Roy au volant d'une K3 Magnette